# Damaeus onustus
Damaeus onustus är en kvalsterart som beskrevs av Koch 1841. Damaeus onustus ingår i släktet Damaeus och familjen Damaeidae. Inga underarter finns listade i Catalogue of Life.